# Muhammad Abu Zahra
Mohamed Ahmed Mostafa Ahmed dit Abou Zouhra, né le 29 mars 1898 à El-Mahalla el-Koubra (Égypte) et mort en 1974, est un professeur, penseur, écrivain et érudit musulman (alim) de nationalité égyptienne. Il est considéré comme l'un des grands spécialistes de la loi islamique (charia) et jurisprudence (fiqh) du XXe siècle.

## Ouvrages
Muhammad Abou Zahra a écrit de nombreux ouvrages, parmi lesquels : 
- Ahkâm At-Tarikât wa Al-Mawârîth (Les règlements relatifs aux successions et à l’héritage)
- Usûl Al-Fiqh (Les fondements de la jurisprudence)
- Târîkh Al-Jadal (L’histoire de la polémique)
- Al-Ahwâl Ash-Shakhsiyyah (Les statuts personnels)
- Sharh Qânûn Al-Wasiyyah (Commentaire de la loi relative au testament)
- Al-Jarîmah wal-`Uqûbah fil-Fiqh Al-Islâmî - Al-Jarîmah (Le crime et la peine dans la jurisprudence islamique : le crime)
- Al-Jarîmah wal-`Uqûbah fil-Fiqh Al-Islâmî - Al-`Uqûbah (Le crime et la peine dans la jurisprudence islamique : la peine)
- Muhâdarât fin-Nasrâniyyah (Cours sur le christianisme)
- Târîkh Al-Madhâhib Al-Islâmiyyah (L’histoire des écoles de jurisprudence islamique) Al-`Ilâqât
- Ad-Dawliyyah fil-Islâm (Les relations internationales en Islam)
- Khâtam An-Nabiyyîn (Le Sceau des Prophètes)
- Zahrat al-Tafâsîr